# Landing Cove
Die Landing Cove (englisch für Landungsbucht) ist eine Bucht auf der Nordwestseite von Moe Island im Archipel der Südlichen Orkneyinseln. Sie liegt nördlich des Conroy Point.
Das UK Antarctic Place-Names Committee benannte sie 1974 so, weil die Bucht der einzige Ort für die Anlandung kleiner Boote auf Moe Island ist.